# Perdita bohartorum
Perdita bohartorum là một loài Hymenoptera trong họ Andrenidae. Loài này được Parker mô tả khoa học năm 1983.